# Heathcote (fleuve)

Le fleuve Heathcote (en anglais : Heathcote River, en maori de Nouvelle-Zélande : Ōpāwaho) est un cours d’eau, qui siège dans les limites de la ville de Christchurch dans l’Île du Sud de la Nouvelle-Zélande.

## Géographie
Il est alimenté par les chutes d’eau situées près de « Templetons Road » et reçoit aussi des flux humides de la partie ouest de « Pound Road ». Il méandre autour de la base de la chaîne de Port Hills allant de l’ouest vers le sud-est.

## Parcours
Le bassin du fleuve Heathcote s’étend à partir de la banlieue de ‘Yaldhurst’. Il draine une zone d’environ 100 km2, avec le ruisseau Cashmere, qui est le plus large de ses affluents.. Il s’écoule à travers les banlieues de Wigram, « Hillmorton « (où est située la principale chute d’eau), Hoon Hay, et au-delà autour de la base de la chaîne de Port Hills, en passant par Spreydon, Cracroft, Cashmere, Beckenham, St Martins, Opawa, Woolston et Ferrymead.
Il se jette dans l’estuaire de l’Avon Heathcote avant de gagner la baie de Pegasus.

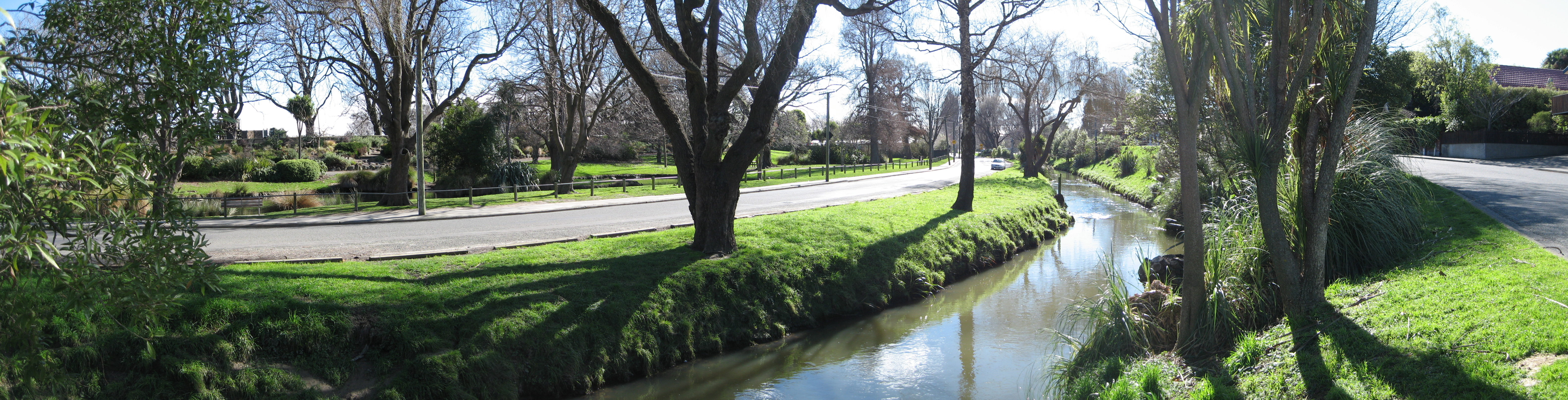
La rivière Heathcote dans Beckenham

## Histoire

### Installation pré-européenne et dénomination
Le nom original de cette rivière,’Ō-pa-waho’ signifie : la place en dehors du Pa ('The Place of the Outward Pā', ou The Outpost et fait référence à un pā, qui était un avant-poste (Māori: waho) de Kaiapoi .
Le pā fortifié fut construit sur un lieu plus haut, en amont du pont actuel de la route d’’Opawa Road’. C’était un abri pour les Ngāi Tahu voyageant entre Kaiapoi et la Péninsule de Banks /Horomaka). La zone alentour était un important ”mahinga kai”(source abondante de nourriture), et en particulier de Myxinidae: hagfish ou 'blind eel:anguilles aveugles') et de Geotria australis ou 'pouchedlamprey ou kanakana (une sorte de lamprois).
La rivière est historiquement faite des méandres à travers les marais extensifs, qui siégeaient à cet endroit avant l’urbanisation. Les cartes d’exploration historiques datant du milieu du XIXe siècle (appelées Black Maps) indiquent que l’environnement à travers lequel passait la rivière était déjà riche en flax ou Lin de Nouvelle-Zélande (harakeke en Maori), toetoe, Typha orientalis ou raupo, tutu et de fougères et contenait des Cordyline australis ou Cabbage tree ou ti kouka.

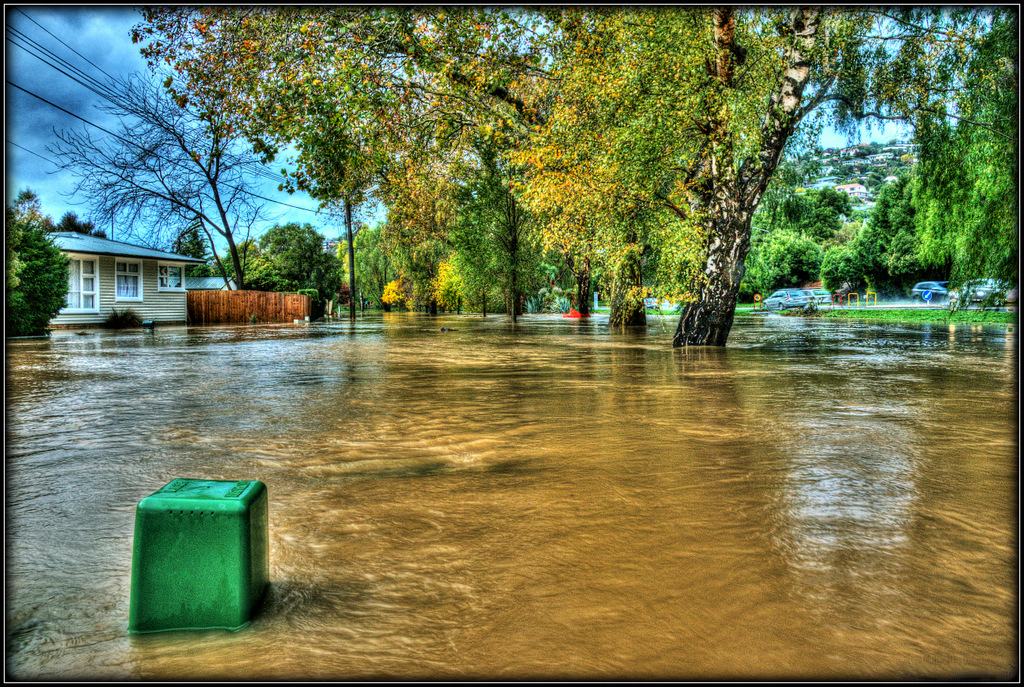
La rivière Heathcote s’écoulant dans Beckenham en Avril 2014

Le corridor de la rivière était très bas et humide. Quand le fleuve Waimakariri prend naissance et s’écoule à travers la plaine, même les sols les plus élevés étaient sujets à des inondations. Sur de nombreux siècles, l’utilisation de la rivière comme source de nourriture et comme voie de transport par l’iwi des Waitaha, Kāti Mamoe et Ngāi Tahu entraîna la constitution de relations étroites avec cette ressource. La forêt humide autour fournissait des terres accueillantes pour les moulins et constitue un abri pour les oiseaux . Des pièges étaient régulièrement mis en place pour attraper la inanga (whitebait), pātiki (flounder), et tuna (eel).

## Dénomination
La rivière Heathcote est dénommée d’après le nom de Sir William Heathcote, secrétaire de la Canterbury Association.

## Aménagements

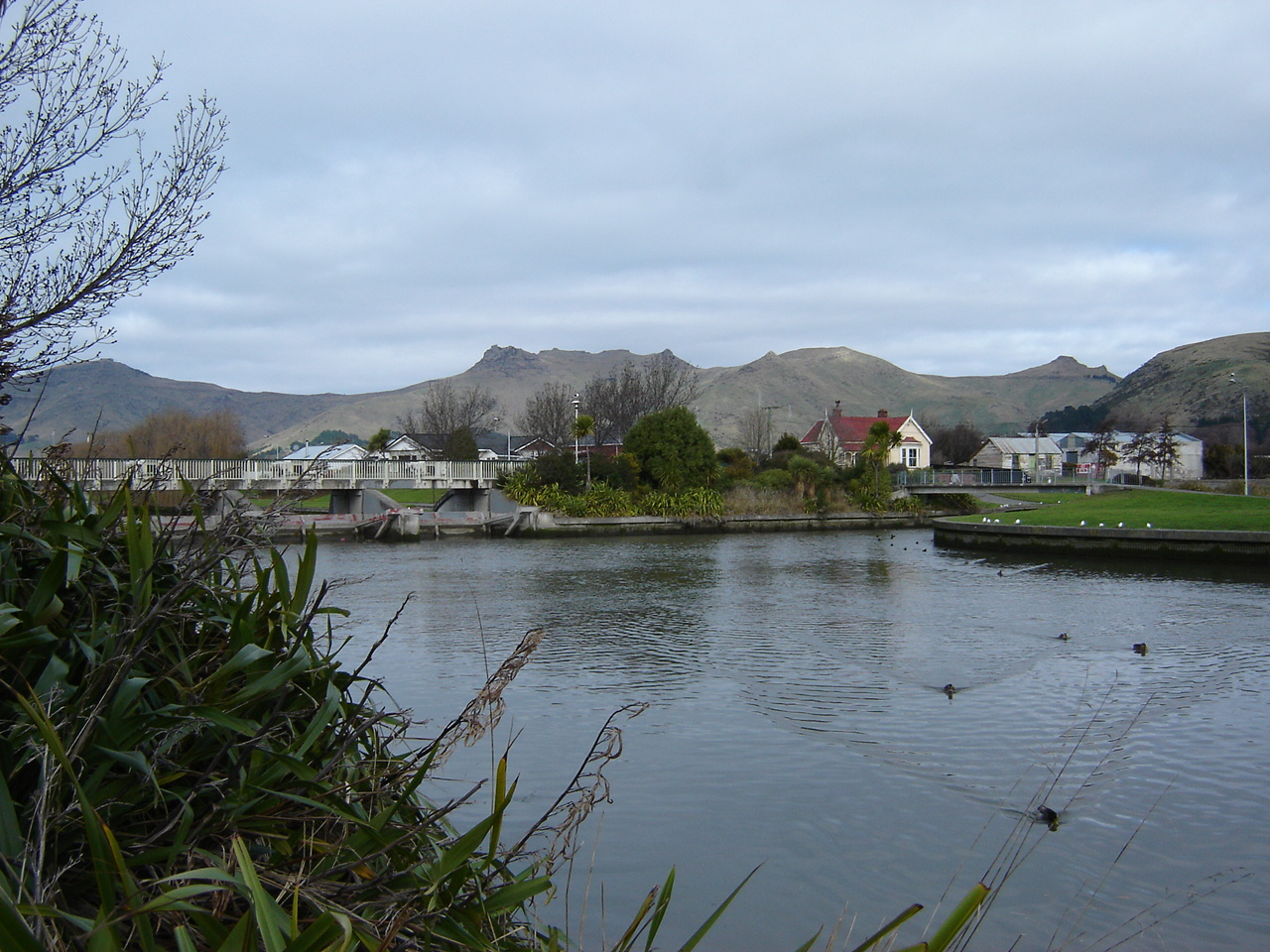
Le barrage de Woolston pour la marée et le “Woolston Cut

La rivière Heathcote fournit au niveau de la ville de Woolston beaucoup d’eau nécessaire pour les industries comme celle du cardage de la laine. En 1966, l’égout industriel de Woolston fut construit car jusqu’à cette époque la rivière était devenue de plus en plus polluée .
Les inondations étaient aussi devenues un problème préoccupant et en 1986 : le “Woolston Cut » commença à permettre à l’eau de court-circuiter une longue boucle de la rivière, connue sous le nom de « Woolston Loop ». Les 510 m de long du projet, qui coûtèrent NZ$2m, eurent pour conséquence que les arbres sur les berges de la rivière dépérirent jusqu’en amont du pont d’Opawa, et que les berges s’effondrèrent. Des investigations étendues révélèrent que les arbres mouraient du fait de la présence d’eau salée venant de la mer circulant plus haut en amont à l’occasion de chaque marée (le sel tuant les arbres), que la structure du sol avait changé (un échange sodium / calcium dans les molécules de l’argile affaiblissait les sols) et les Tunnelling mud crab (en) avaient étendu leur territoire en amont dans la rivière, entraînant d’autres perturbation des berges. Comme mesure transitoire, le “Woolston Tidal Barrage” fut construit à l’extrémité amont des chutes, et ne fut ouvert qu’en période d’inondation. Durant les périodes de flux normal, le fleuve Heathcote continue à s’écouler à travers le « Woolston Loop » ,.
Mais malgré le “Woolston Cut”, une partie de la rivière Heathcote déborde régulièrement tous les ans.
Durant l’année 2008, le Christchurch City Council consultat pour élaborer un plan d’aménagement de cette section de la rivière, située entre Colombo Street et “ Opawa Road”. Ce projet fut formellement adopté le 9 avril 2009,.